# 郡齋讀書志

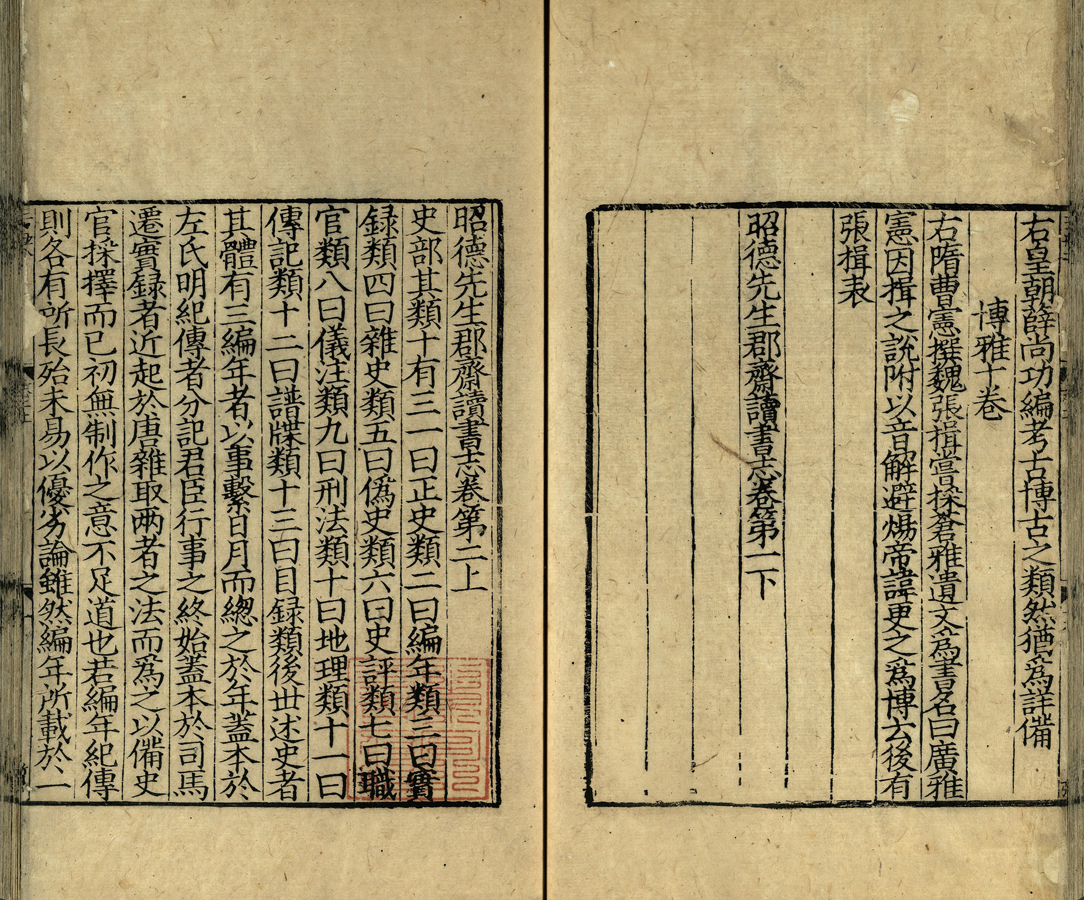
《昭德先生郡齋讀書志》，宋淳祐九年（1249）黎安朝袁州刊递修本

《郡齋讀書志》，宋代晁公武撰，凡20卷，是中國現存最早的一部私家藏書書目。

## 著者概述
晁公武在四川轉運司供職時，因轉運使井度臨終前贈書，故有志撰書。紹興二十一年，晁公武在知榮州任上，利用閒暇之餘，“日夕躬以朱黃，讎校舛誤，終篇輒撮其大旨論之”，完成《郡齋讀書志》初稿，晚年定居四川嘉定府符文鄉，建有「郡齋」藏書處，不斷進行修訂和補充。所著录书中，唐、五代文献占很大比例，可補兩《唐書》和《宋史·藝文志》之缺。宋代王应麟的《困学纪闻》、《汉书艺文志考证》、《玉海》等大量引用《郡斋读书志》。

## 內容主旨
《郡齋讀書志》分經、史、子、集四部，45類，其中经部十类、史部十三类、子部十八类、集部四类。目錄學家陳振孫稱此書：「其所發明，有足觀者。」《郡齋讀書志》初刻本為4卷，由杜鵬舉刊刻，刊行之後，晁公武又進行補正，多立2類目，增補甚多。其門人姚應績刊有20卷本。理宗淳佑九年（1249年）游鈞在衢州（今屬浙江）重刊二十卷本。又有《後志》二卷，亦公武所撰。
《郡斋读书志》有南宋淳祐衢州刊本，以及南宋淳祐袁州刊本，袁本附有赵希弁《读书附志》。王先谦将衢、袁二本合校刊行，以衢本为底本，並附袁本《读书附志》于后，为20卷。